# Artyleria przeciwpancerna
Artyleria przeciwpancerna – artyleria przeznaczona do zwalczania czołgów, dział pancernych i transporterów opancerzonych przeciwnika. Zwykle prowadzi ogień "na wprost" (z odkrytych stanowisk ogniowych).